# Skoutáros
Skoutáros, en grec moderne : Σκουτάρος, est un village semi-montagneux situé sur le versant nord du mont Skotínos, dans le dème de Lesbos-Ouest, sur l'île de Lesbos, en Grèce. Il est construit à une altitude de 151 mètres, à environ 7 km à l'ouest de Pétra et à 62 km de Mytilène. 
Selon le recensement de 2011, la population de Skoutáros compte 881 habitants. 
Les habitants sont principalement des agriculteurs, des éleveurs et des oléiculteurs. Dans le village, se trouvent deux moulins à olives, l'un privé et l'autre appartenant à la Coopérative agricole de Skoutáros. Ces dernières années, de nombreuses personnes se sont lancées dans le tourisme.
Le village dispose d'une école de fabrication de tapis relevant du ministère de la santé et de la protection sociale, qui est installée dans un bâtiment magnifiquement conservé datant de 1909, qui abritait autrefois la Parthénagogue, une école fréquentée par des élèves de sexe féminin. Le village dispose d'un jardin d'enfants, d'une école primaire, d'une clinique rurale, d'une association sportive et culturelle dont l'activité est assez riche. Les habitants de Skoutáros sont impliqués dans la musique et le théâtre traditionnels en tant qu'amateurs. Il est particulièrement célèbre pour ses instrumentistes traditionnels.